# 目代
目代（もくだい）とは、日本の平安時代中期から鎌倉期に、遙任国司が現地に私的に代官として派遣した家人などの代理人のことである。眼代（がんだい）とも。
転じて本来なら役職上、現地に下向して執務しなければならない人物の代理として派遣された代官などの役人の事を指す。ここでは前記の平安中期から鎌倉期にかけての遙任国司の代理人について記す。
他に、奈良時代の東大寺の役職として目代があり、実忠が760年（天平宝字4年）目代に就任した事で有名であり、工務事業を統括するとともに危機に陥っていた財政を再建した。

## 概要
国司の私的代理人としての目代は奈良時代にも存在したが、10世紀中期頃、国衙行政は在庁官人の手で運営されるようになり、受領の中には任国へ赴任せず、在庁官人へ行政を任せる者も多くなっていった。これを遙任という。遙任国司は、自分の一族などを代理人として現地へ派遣し、在庁官人の監督に当たらせた。この代理人が目代である。
目代には公文作成などの能力に優れた人物が登用され、太政官の外記などが有力公卿などである知行国国主に雇われて派遣される場合もあった。ただし、平安時代末期に各地で武士団が勃興すると、知行国国主や受領もこれに対抗する形で武力に優れた人物を派遣する場合も出てきた。在庁官人らは、目代の監督の下、国衙で租税収取・軍事などの実務に当たった。
南北朝時代期以降、特に戦国期に国衙領の衰退とともに消滅した。

## 武家における眼代
武家においても代官などを指して眼代あるいは目代と呼ばれる例がある。『吾妻鏡』康元元年11月22日条において、北条時頼が出家して執権を北条長時に譲る際に「但し家督（時宗）幼稚の程の眼代なり」と念を押している。『武家名目抄』には、「公家の目代と区別するために、武家は眼代を用いた」という説を載せているが、実際の文書類においては公家・武家ともに目代と眼代の両方が用いられている。

## 文献で確認できる目代の例
- 近藤師経（こんどう もろつね）：加賀国：国司藤原師高の目代
- 山木兼隆（やまき かねたか）：伊豆国：国司平時忠及び平時兼の目代
- 中原貞兼（なかはら さだかね）：大和国：国司平清盛の目代
- 右衞門尉正友（うえもんのじょう まさとも）：美濃国：国司藤原成親の目代
- 安部忠茂（あべ ただしげ）：越前国：国司不明の目代
- 紀季経（きの すえつね）：下総国：国司藤原親通の目代
- 浄恵（じょうえい）：長門国：国司日野俊光の目代
- 覚恵（かくえい） ： 周防国：知行国主東大寺の目代
- 国宗下総介（くにむね しもうさのすけ）：讃岐国：国司藤原経隆の目代
- 河内盛兼（かわち もりかね）：讃岐国：国司藤原経隆の目代
- 橘公盛（たちばな きみもり）：讃岐国：国司藤原季能の目代
- 橘公清（たちばな きみきよ）：讃岐国：国司藤原季能の目代
- 中原清弘（なかはらの きよひろ）：甲斐国：国司藤原忠重の目代
- 比企能員（ひきよしかず）：信濃国：国司加々美遠光の目代
- 定尭（じょうぎょう）：信濃国：知行国主興福寺の目代